# Cheer Up (歌曲)
Cheer Up是韓國女子團體TWICE的歌曲，以主打歌曲身分收錄於她們的第二張迷你專輯《Page Two》，在2016年4月25日由JYP娛樂發行。這首歌曲由薩姆·劉易斯作詞，並由黑眼必勝作曲。
這首歌曲在商業上取得大成功，在韓國不僅登上Gaon單曲榜冠軍，更是該國2016年最佳表現單曲，另外這首歌也獲得多項大獎，包括甜瓜音樂獎和Mnet亞洲音樂大獎的年度歌曲獎。

## 製作
Cheer Up由薩姆·劉易斯（Sam Lewis）作詞，作曲方面，是之前已為TWICE製作出道主打歌曲Like Ooh-Ahh的黑眼必勝擔任。這是一首融合了多種流派的流行舞曲，包括嘻哈、熱帶浩室、鼓打貝斯等，其這樣的配置被描述為“流行色彩”，而從歌詞上看，這首歌表達了對愛情的嘲笑和沮喪。
2017年2月24日，TWICE官方宣布將在該年6月28日於日本出道，因此發行一張精選專輯《＃TWICE》，收錄包括Cheer Up在內的5首歌曲之韓語和日語版本，而這首歌曲的日語版歌詞由下地悠負責撰寫。

## 音樂錄影帶
Cheer Up的音樂錄影帶由影片製作團隊Naive執導，2016年4月25日發布在JYP娛樂官方YouTube頻道後，在30分鐘內獲得40萬次觀看，在1天內突破1百萬次，並在4月27日突破7百萬次。在其音樂錄影帶中，TWICE成員們扮演著名電影和電視節目中的角色，其中Mina扮演《情書》的藤井樹，Sana扮演《美少女戰士系列》的月野兔，娜璉扮演的席妮·皮斯考克，子瑜扮演的荷莉·葛萊特利，而定延則扮演《重庆森林》的小吃店店員阿菲。另外Momo是一位讓人想起和的動作女主角，志效扮演《魅力四射》中的啦啦隊隊長，彩瑛扮演著讓人想起不同的西方電影，尤其是的女牛仔，至於多賢則是扮演自傳記片《黃真伊》的藝妓黃真伊。在群舞場景中，成員們在足球場和籃球場的動員大會上擔任拉拉隊隊員，在另一個舞蹈場景中，他們穿著休閒服裝在一棟裝飾得像舉辦派對的房子前跳起舞來。
一支特別的音樂錄影帶「TWICE Avengers」（中譯：TWICE復仇者）在2016年5月27日伴隨原版音樂錄影帶突破3,500萬次觀看後正式發布，在這樣的錄影帶中，成員們穿著電影角色服裝並在彷彿外太空星球的背景中跳起這首歌。
2016年11月17日，這支音樂錄影帶突破1億次觀看，其後在隔年8月9日突破2億次，不僅使TWICE擁有2支破億觀看的音樂錄影帶，更是成為首個達到這樣里程碑的K-POP女子組合。另外這支音樂錄影帶也登上2016年韓國YouTube人氣音樂錄影帶排行榜冠軍。

## 專業評價
| 評論得分 | 評論得分 |
| 來源     | 評分     |
| -------- | -------- |
| IZM      | [ 25 ]   |

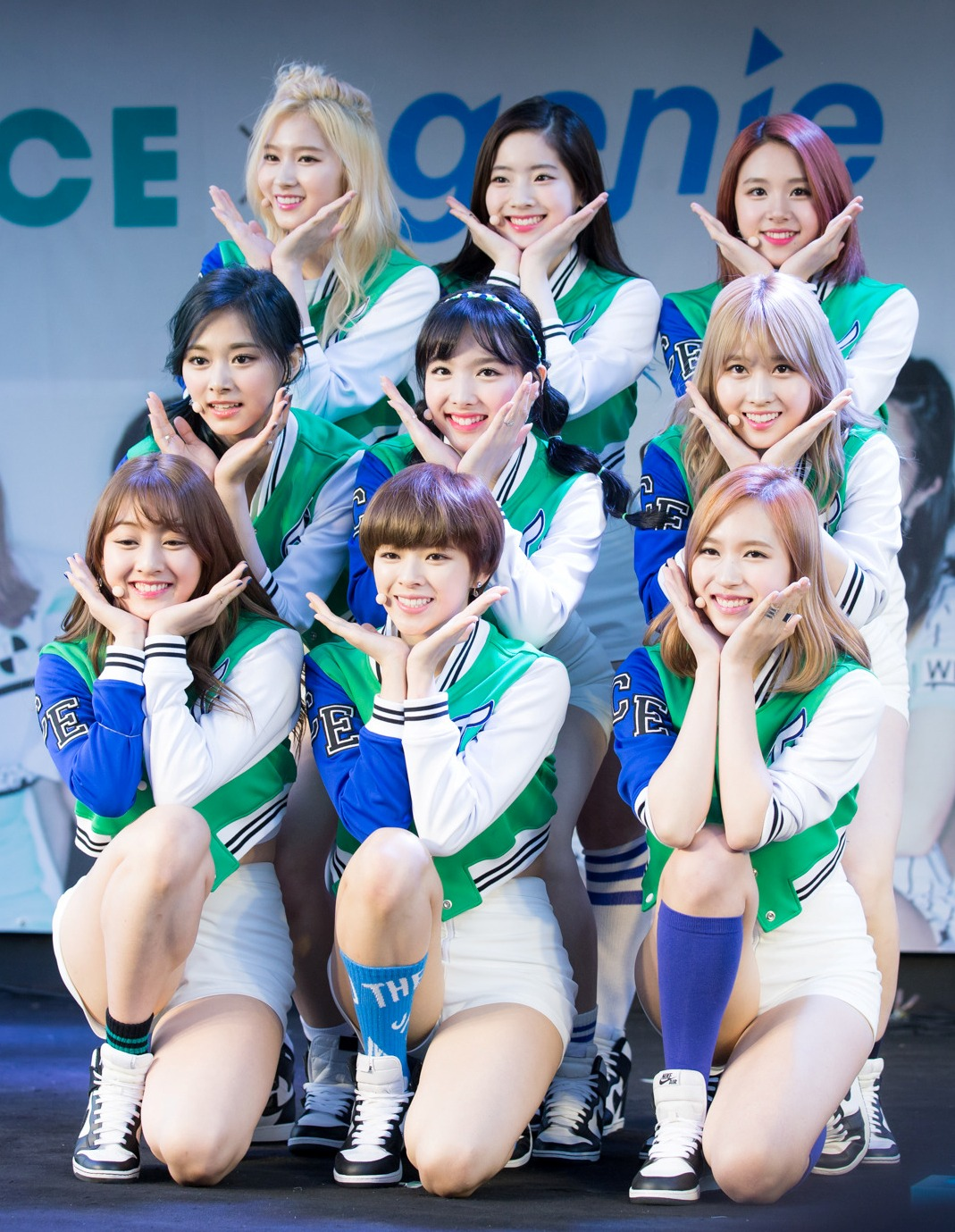
TWICE在2016年5月表演

來自《告示牌》的塔瑪爾·赫爾曼（Tamar Herman）將Cheer Up描述為一個非典型的K-POP女子組合的發行，並通過其意想不到的節奏和流派組合來“鞏固TWICE的獨特風格”。她進一步指出，隨附的音樂錄影帶有助於強化成員的獨立身份，同時這首歌“為了古怪而放棄音樂的完整性”，也展示每個成員的個人歌聲。來自《IZM》評論家鄭延慶評論道：「Cheer Up以不規則的節奏增加了歌曲的複雜性，像是沉悶貝斯的前奏和分散在嘻哈節拍上的電子音樂等配樂風格進而鞏固TWICE流行色彩的獨特性。」
Fuse記者賈森·利普舒茲（Jason Lipshutz）、婷娜·徐（Tina Xu）和傑夫·本傑明（Jeff Benjamin）在以K-POP為中心的播客「K-Stop」中討論該專輯的發行，並將Cheer Up描述一首讓人想起布蘭妮·斯皮爾斯爱的初告白的流行歌曲，雖然他們讚揚這首單曲有趣而朗朗上口的基調、說唱突破以及音樂錄影帶“令人難以置信”的製作質量，但批評了其經過處理的聲音和有爭議的歌詞，似乎是鼓勵年輕女性與浪漫伴侶“玩遊戲”（即是「假裝不感興趣」）。至於他們的結論是，雖然TWICE有很大的潛力，但他們需要為未來的音樂作品“做些改善”。
《告示牌》和《Dazed》將Cheer Up列入其2016年最佳韓國流行歌曲列表中，而這首歌的「Shy Shy Shy」歌詞更是成為爆紅的網路迷因，並被許多名人模仿。

## 商業表現
Cheer Up在商業上取得成功，不僅在韓國Gaon單曲榜拿下三周冠軍，更是在2016年以1,839,566次數位下載和111,556,482次串流次數取得該年度最佳表現單曲。另外這首歌也在《告示牌》世界單曲銷售榜登上第3名。
2017年8月，Cheer Up在Gaon Chart突破250萬次下載量，截至2018年，歌曲累積2,737,015次下載量和1.6億次串流。

## 獲獎與提名
| 年份 | 頒獎典禮                | 入圍項目                | 結果 | 參考          |
| ---- | ----------------------- | ----------------------- | ---- | ------------- |
| 2016 | 甜瓜音樂獎              | 年度歌曲                | 獲獎 | [ 3 ]         |
| 2016 | 甜瓜音樂獎              | 最佳女子舞曲            | 提名 | [ 3 ]         |
| 2016 | Mnet亞洲音樂大獎        | 年度歌曲                | 獲獎 | [ 4 ]         |
| 2016 | Mnet亞洲音樂大獎        | 最佳女子舞蹈表演        | 提名 | [ 4 ]         |
| 2016 | 菲律賓K-POP大獎         | 年度歌曲                | 獲獎 | [ 34 ]        |
| 2017 | Gaon Chart Music Awards | 4月份音源部門年度歌手獎 | 獲獎 | [ 35 ]        |
| 2017 | 金唱片獎                | 音源大賞                | 獲獎 | [ 36 ] [ 37 ] |
| 2017 | 金唱片獎                | 音源本賞                | 獲獎 | [ 36 ] [ 37 ] |
| 2017 | 韓國音樂大獎            | 年度歌曲                | 提名 | [ 38 ]        |
| 2017 | 韓國音樂大獎            | 最佳流行歌曲            | 提名 | [ 39 ]        |
| 2017 | 首爾歌謠大賞            | 最佳數位音源賞          | 獲獎 | [ 40 ] [ 41 ] |
| 2020 | Bugs音樂獎              | 20周年 – 最愛的音樂     | 獲獎 | [ 42 ]        |

| 節目名稱    | 獲獎日期      | 參考   |
| ----------- | ------------- | ------ |
| M Countdown | 2016年5月5日  | [ 43 ] |
| M Countdown | 2016年5月19日 | [ 44 ] |
| M Countdown | 2016年5月26日 | [ 45 ] |
| 音樂銀行    | 2016年5月6日  | [ 46 ] |
| 音樂銀行    | 2016年5月20日 | [ 47 ] |
| 音樂銀行    | 2016年5月27日 | [ 48 ] |
| 音樂銀行    | 2016年6月3日  | [ 49 ] |
| 音樂銀行    | 2016年6月10日 | [ 50 ] |
| 人氣歌謠    | 2016年5月8日  | [ 51 ] |
| 人氣歌謠    | 2016年5月22日 | [ 52 ] |
| 人氣歌謠    | 2016年5月29日 | [ 53 ] |

## 榜單成績
| 排行榜（2016–2017年）        | 最高 排名 |
| ---------------------------- | --------- |
| 日本（日本百大單曲榜）       | 23        |
| 菲律賓（菲律賓百大單曲榜）   | 57        |
| 韓國（Gaon單曲榜）           | 1         |
| 韓國（韓國流行音樂百強榜）   | 53        |
| 美國（告示牌世界單曲銷售榜） | 3         |

| 排行榜（2016年）       | 排名 |
| ---------------------- | ---- |
| 韓國（Gaon單曲榜）     | 1    |
| 排行榜（2017年）       | 排名 |
| 日本（日本百大單曲榜） | 71   |
| 韓國（Gaon單曲榜）     | 91   |

## 銷售認證
| 地區                 | 认证 | 认证单位/销量 |
| 串流                 | 串流 | 串流          |
| -------------------- | ---- | ------------- |
| 日本（日本唱片協會） | 金   | 50,000,000†   |
| †僅含認證的銷量      |      |               |